# 歐塞奇鎮區 (伊利諾伊州拉薩爾縣)
歐塞奇鎮區（英語：Osage Township）是位於美國伊利諾伊州拉薩爾縣的一個行政鎮區。

## 地方資料
根據2010年美國人口普查的數據，歐塞奇鎮區的面積為99.00平方千米，當中陸地面積為99.00平方千米，而水域面積為0.00平方千米。當地共有人口270人，而人口密度為每平方千米2.73人。